# Żubroń
Le żubroń (polonais : Żubroń [ˈʐubrɔɲ]) est un hybride entre un bovin domestique et un bison européen. L'hybride de bovin domestique et de bison américain est appelé beefalo.
Son nom vient du nom slave du bison d’Europe : Żubr. Le nom de zubroń fut choisi à partir des centaines de propositions parvenues au magazine hebdomadaire polonais Przekroj durant un concours organisé en 1969.

## Description
Cet hybride fut créé pour la première fois par Léopold Walicki en 1847, bien que des hybridations naturelles antérieures ont pu avoir lieu. Après la première guerre mondiale, plusieurs scientifiques pensaient que le zubroń pourrait remplacer le bétail domestique. En effet, il était moins sensible aux maladies et pouvait être élevé sur des terrains pauvres, sans aucune infrastructure d’élevage. À partir de 1958, des travaux sur les zubrońs sont effectués par l’académie des sciences polonaise dans divers laboratoires, notamment à Bialowieza et Mlodziko. Au cours des 16 premières années d’expérimentation 71 animaux naquirent, dont Filon, le premier zubroń né d’une mère zubroń, le 6 août 1960.
L’animal devenait une alternative durable et économique au bétail domestique et les expérimentations se poursuivirent jusqu’à la fin des années 1980 quand les résultats du programme d’élevage furent considérés insatisfaisants. Des difficultés sévères de l’économie socialiste polonaise à cette époque, le manque d’intérêt des fermes d’État, et la crainte que les zubrońs se croisent avec les bisons d’Europe, faisant dégénérer l’espèce, jouèrent un grand rôle dans la décision. Les deux principaux centres d’expérimentation étaient Lekno (391 animaux) et Popielno (121 animaux). Des expériences limitées furent également entreprises dans la réserve d’Ascania-Nova en URSS. Actuellement, le seul troupeau restant est conservé à la forêt de Białowieża. Toutefois, certaines rumeurs de 2007 indiquent que les expérimentations se poursuivent à Karolewo en Grande-Pologne. Les zubrońs sont des animaux lourds, les mâles pesant jusqu’à 1200 kg et les femelles jusqu’à 800 kg. Ils sont résistants à la plupart des maladies et aux conditions climatiques difficiles. Les mâles sont stériles à la première génération. Les femelles sont fertiles et peuvent être croisées avec l’une ou l’autre des espèces initiales, et les mâles issus de ces nouveaux croisements sont fertiles.

## Sources
- (en) Cet article est partiellement ou en totalité issu de l’article de Wikipédia en anglais intitulé « Żubroń » (voir la liste des auteurs).